# Anse des Dosithée
Anse des Dosithée – zatoka (ang. cove, fr. anse) w kanadyjskiej prowincji Nowa Szkocja, w hrabstwie Inverness, na południowy zachód od zatoki Chéticamp Harbour; nazwa urzędowo zatwierdzona 17 czerwca 1975.